# 양해준 (정치인)
양해준(1926년 10월 24일~2011년 11월 29일)은 대한민국의 정치인이다. 제8·9대 국회의원을 지냈다.

## 역대 선거 결과
|  | 22.20% |

|  | 20.24% |

|  | 33.38% |

|  | 54.83% |

|  | 30.27% |

|  | 23.47% |

|  | 13.16% |